# Mala vas pri Grosupljem
Mala vas pri Grosupljem este o localitate din comuna Grosuplje, Slovenia, cu o populație de 264 de locuitori.